# Laura (álbum de Menudo)
Laura es el segundo álbum de Menudo, publicado en 1978. En él aparecen los integrantes originales: los hermanos de Sallaberrys Nefty y Fernando y los hermanos de Melendez Carlos, Óscar y Ricky. Este fue el último álbum en el que apareció Nefty como miembro, cuando, en 1979, salio el grupo al alcanzar la edad límite de 15 años y fue sustituido por René Farrait. 

## Producción y grabación
Las sesiones de grabación de Laura se llevaron a cabo en España, ya que Edgardo Díaz, el mánager y creador del grupo, creía que los estudios de grabación allí eran mucho mejores que los de Puerto Rico. Los nombres de los chicos no fueron incluidos en los créditos gráficos del álbum. Díaz quería resaltar y desarrollar la personalidad de Menudo exclusivamente como grupo, en lugar de destacar los talentos artísticos de sus integrantes como individuos. Según él, de esta manera, la lealtad de las fans se mantendría exclusivamente con el grupo y no con cada uno de los chicos que formaban parte de Menudo en un momento determinado.

## Desempeño comercial
El álbum logró posicionarse en las listas de éxitos con dos canciones, "I Cucubano" y "Gongoli", que entraron en las listas de ventas de sencillos en la República Dominicana, alcanzando las posiciones 2 y 6, respectivamente.

## Lista de canciones
| N.º | Título                | Escritor(es)                  | Singer(s)                | Duración |  |
| 1.  | «El ayer»             | Socorro Centeno               | Nefty Sallaberry         |          |  |
| 2.  | «Llegas tú»           | Leyda E. Colón                | Entire Group             |          |  |
| 3.  | «María Pilar»         | Socorro Centeno               | Óscar and Ricky Meléndez |          |  |
| 4.  | «Laura»               | Julio Seijas, Luis G. Escolar | Entire Group             |          |  |
| 5.  | «Gongolí»             | Leyda E. Colón                | Entire Group             |          |  |
| 6.  | «Fuego»               | Leyda E. Colón                | Entire Group             |          |  |
| 7.  | «El momento del adió» | Socorro Centeno               | Fernando Sallaberry      |          |  |
| 8.  | «Isolé»               | Leyda E. Colón                | Entire Group             |          |  |
| 9.  | «Libre mi corazón»    | Leyda E. Colón                | Entire Group             |          |  |
| 10. | «Cucubano»            | Curet Alonso                  | Carlos Meléndez          |          |  |